# Organografia
Organografia (dal greco antico όργανο, organo, "organo"; e -γραφή, grafia) è la scienza che studia la struttura e le funzioni degli organi delle forme di vita.

## Storia
Gli studi scientifici sulla organografia ebbero inizio con Aristotele, che considerava le parti delle piante come "organi" ed iniziò a considerare le relazioni che legavano i diversi organi di una pianta alle loro funzioni. Nel XVII secolo, Joachim Jung , indicò chiaramente che le piante sono composte da differenti organi come le radici, steli e foglie, e ha continuato a definire questi tipi di organi, sulla base della loro forma e posizione.
Nel secolo seguente, Caspar Friedrich Wolff  è stato in grado di seguire lo sviluppo degli organi dai "punti di crescita" o meristemi apicali. Egli ha osservato la comunanza di sviluppo tra le foglie (fogliame) e le foglie floreali (petali ad esempio) e ha scritto: "In tutte le piante, le cui parti ci si chiede come, a prima vista, possano apparire così straordinariamente diverse, ho notato nulla di diverso al di là delle foglie e dello stelo (le radici possono essere considerate come uno stelo). Conseguentemente, tutte le parti della pianta, tranne il fusto, sono delle foglie modificate".
Una simile visione venne sostenuta da Goethe nel suo famoso trattato Versuch die Metamorphose der Pflanzen zu erklaren. Egli scrisse: "Il rapporto di fondo tra le varie parti esterne della pianta, come le foglie, il calice, la corolla e gli stami, che si sviluppano una dopo l'altra e, per così dire, fuori l'una dall'altra, è da tempo riconosciuto generalmente dagli studiosi, ed è stato infatti appositamente studiato, e l'operazione con cui un determinato ed unico organo si presenta a noi in varie forme, è stata definita la metamorfosi delle piante ".